# Synagoge (Ciepielów)

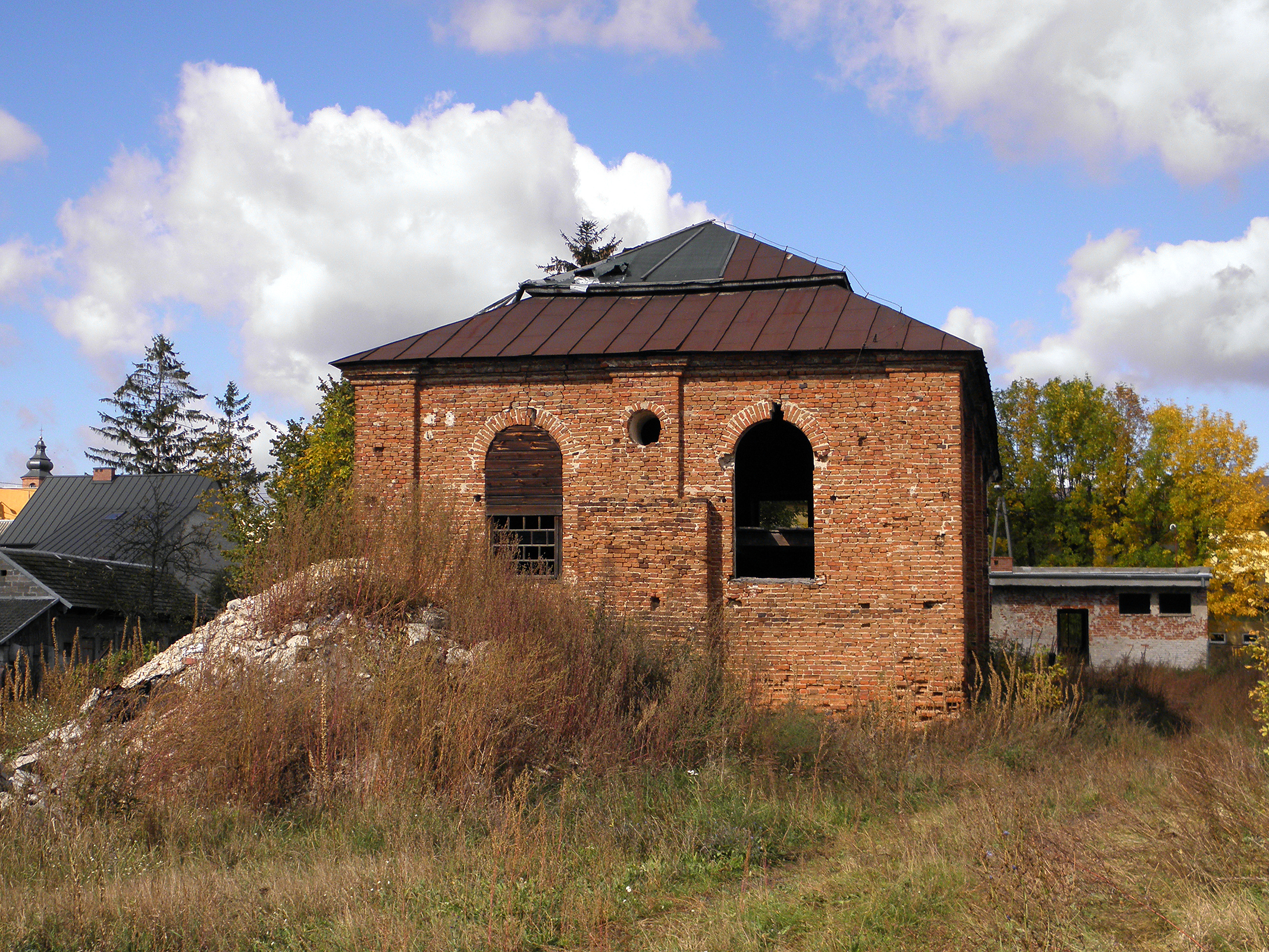
Synagoge in Ciepielów (2012)

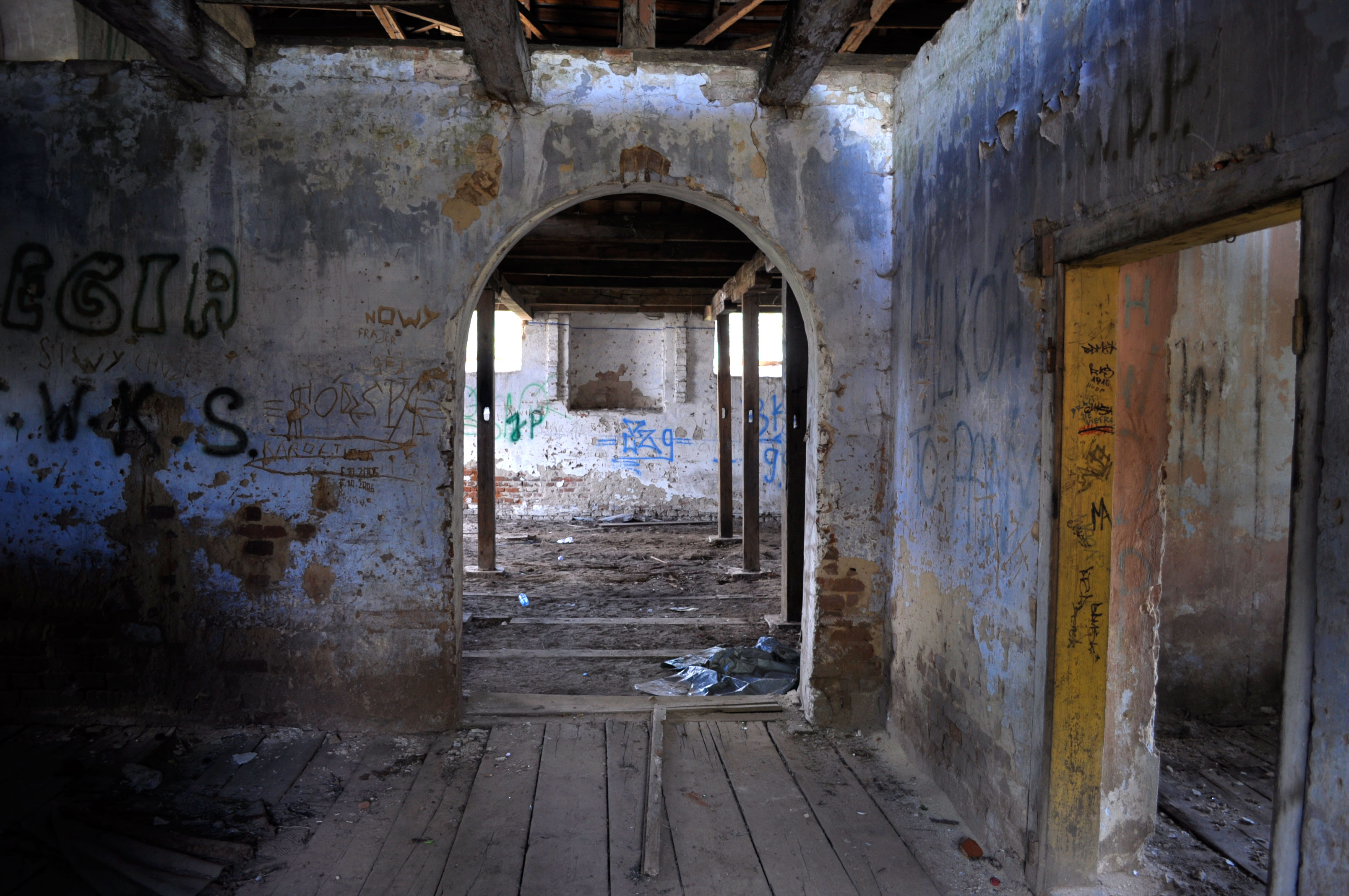
Innenansicht

Die Synagoge in Ciepielów, einer polnischen Stadt in der Woiwodschaft Masowien, wurde 1891 erbaut. Die profanierte Synagoge in der Źródlana-Straße ist seit 1982 ein geschütztes Kulturdenkmal.
Die Synagoge wurde von den deutschen Besatzern während des Zweiten Weltkriegs im Inneren verwüstet und als Lager genutzt.
Heute ist das ungenutzte Synagogengebäude aus Ziegelmauerwerk dem Verfall preisgegeben.